# Grove (Oxfordshire)
Koordinaten: 51° 36′ N, 1° 25′ W

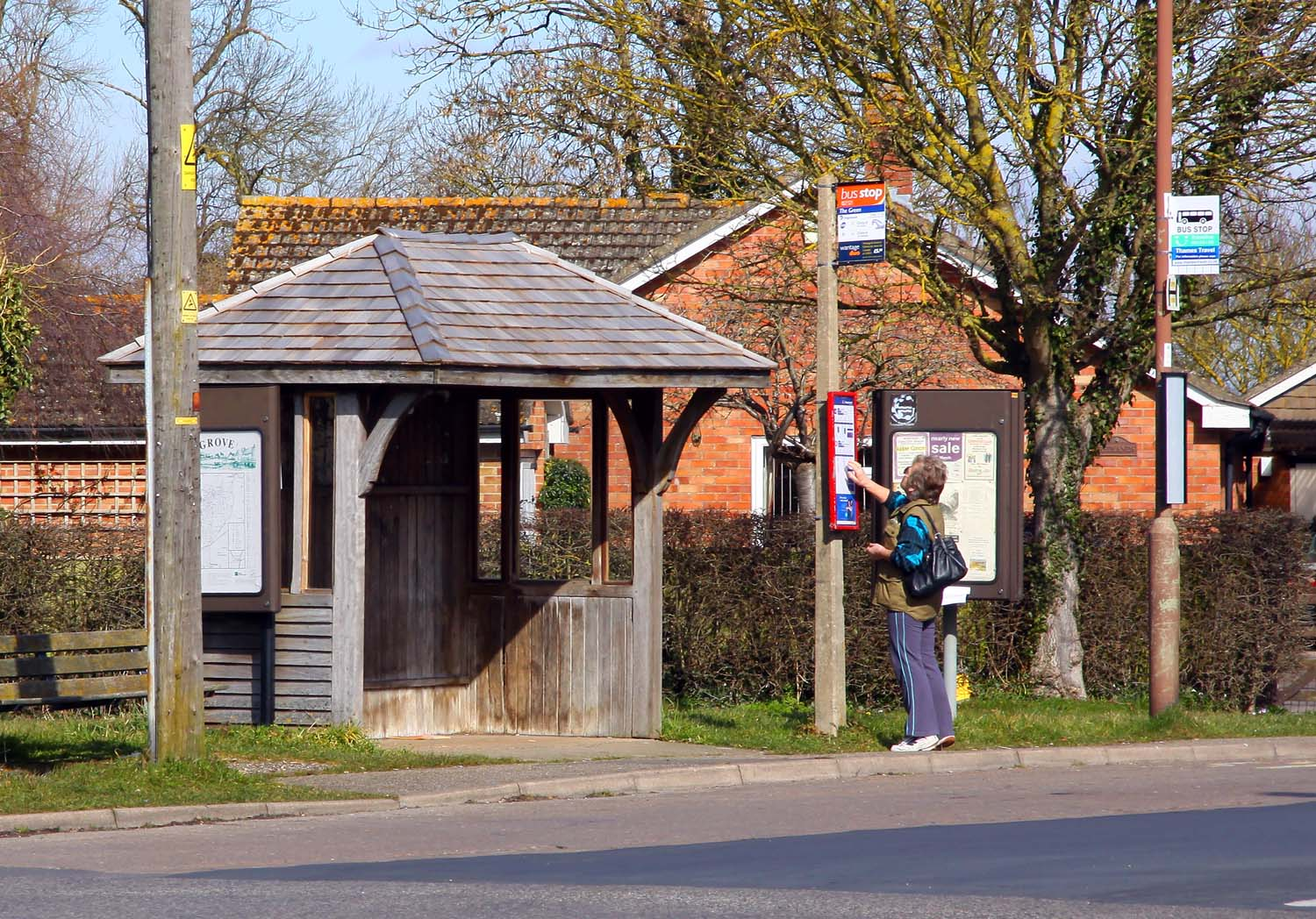
Bushaltestelle in Grove

Grove ist ein Dorf und „Civil Parish“ (Gemeinde) in der englischen Grafschaft Oxfordshire. Er hat 7.845 Einwohner (2001) und liegt zirka 20 Kilometer südwestlich von Oxford im Distrikt Vale of White Horse. Der Letcombe Brook fließt durch Grove.
Die erste urkundliche Erwähnung entstammt dem Jahr 1142. Im Jahr 1840 wurden die Bahnlinie der Great Western Railway und der Bahnhof Wantage Road eröffnet. Im Jahr 1942 entstand ein Stützpunkt der Royal Air Force. Er wurde 1943 vorübergehend von den United States Army Air Forces übernommen und 1960 von der US Air Force geschlossen.
Der Ort ist vor allem bekannt, weil das Williams-Formel-1-Team hier seinen Hauptsitz hat.